# Santa Lucia (Pontedera)
Santa Lucia (già Pesciano e Pedisciano, Lat. Pescianum o Pediscianum) è una frazione del comune italiano di Pontedera, nella provincia di Pisa, in Toscana. 
Attualmente (fine 2021) la frazione conta circa 1.200 residenti

## Sport
Nel paese opera la Polisportiva S.Lucia fondata nel 1973, nel corso degli anni si è occupata di Calcio, Ciclismo, Podismo.                  Al momento sono presenti due squadre di calcio amatoriale che giocano presso il locale Campo Sportivo "Castellani". Ogni anno si svolge la corsa podistica non competitiva del comitato provinciale pisano.

## Storia
Già conosciuta con il nome di Pesciano e Pedisciano (anche Peciano Pediciano), la località, come riporta il Repetti, è rammentata per la prima volta in un documento del 12 novembre 944 dell'Arcivescovo di Lucca, insieme con la chiesa dedicata a Santa Margherita. Tale chiesa insieme con quella di San Pietro in Appiano, dipendeva dalla pieve battesimale di Santa Maria a Travalda, o Terra Walda, detta talora anche Ducenta.

## Monumenti e luoghi d'interesse
- Chiesa di Santa Lucia di Pedisciano